# 군주 (신라)
군주(軍主)는 신라의 직위로, 주(州)의 장관 명칭이다.
지증왕 6년(505)에 이사부를 실직주군주로 삼았다. 문무왕 원년(661)에 총관(摠管)으로 고쳤다가 원성왕 원년(785)에 도독으로 고쳤다.
군주의 성격은 시기에 따라 변화가 있었는데, 이사금이란 왕호를 사용한 시기에 6부군을 지휘한 사령관, 즉 장군을 군주라고 불렀고, 지증왕 6년(505)에 처음으로 왕경 6부인으로 편성된 정군단(停軍團)이 지방에 주둔하였는데, 이때에 정군단의 사령관을 군주라고 불렀다. 그 외에 군사적 거점으로서의 주에 파견된 군사령관이면서 동시에 주둔지역을 관할하는 행정관의 역할을 수행하였다고 보는 견해, 진흥왕 때에 상주와 하주가 설치된 이래 정(停)은 곧 주치(州治)로서 기능하게 되었으며, 이로부터 군주는 중앙군단장적인 성격을 벗어나 명실상부한 최고상급의 지방관, 즉 주의 장관으로서 자리 잡았다는 견해 등이 제기되었다.

## 역대 군주
- 이사부(異斯夫)- 실직주 군주(505년~512년), 아슬라주 군주(512년~524년 이전)[4]
- 이부(尒夫) - 실지 군주(524년 전후)[5]
- 이등(伊登) - 사벌주(상주) 군주(524년/525년~?)[6]
- 우덕(于德) - 관산성 군주(554년 전후)[7]
- 김무력(金武力)- 신주(新州) 군주(553년~561년 이전)[8]
- 기종(起宗) - 감문주 군주(557년~561년 이전)[9]
- 죽부(竹夫) - 한성(북한산주) 군주(561년 전후)[10]
- 복등(福登) - 비리성(비열홀주) 군주(561년 전후)[11]
- 심맥부(心麥夫) - 감문주 군주(561년 전후)[12]
- 일부(日夫) - 일선주 군주(614년~?)[13]
- 변품(邊品) - 북한산주 군주(618년 전후)[14]
- 김서현(金舒玄)- 대량주 군주[15]
- 김품석(金品釋)- 대야성 군주(?~642년)[16]
- 김유신(金庾信)- 압량주 군주(642년~656년 이전)
- 수승(守勝) - 우두주 군주(647년~?)
- 김인문(金仁問)- 압독주 군주(656년~?)